# 薩林山
薩林山（西班牙語：Volcán Salín），是南美洲的火山，位於智利的安托法加斯塔大區和阿根廷的薩爾塔省接壤邊境，屬於安第斯山脈的一部分，海拔高度6,029米，人類在1960年首次登頂。
24°19′54″S 68°03′50″W / 24.3317°S 68.0639°W